# Nick Ekelund-Arenander
Nick Ekelund-Arenander, né le 23 janvier 1989 à Södermalm en Suède, est un athlète danois, spécialiste du 200 et du 400 m.
Sur 400 m, il remporte la Seconde Ligue des Championnats d'Europe par équipes de 2013 en battant son record personnel en 45 s 93. Il porte ce record, record national, à 45 s 50 la même année. Il atteint les demi-finales des Championnats du monde à Moscou en réalisant 45 s 89 le 12 août 2013.

## Palmarès
| Date | Compétition                                       | Lieu         | Résultat | Épreuve   | Performance   |
| ---- | ------------------------------------------------- | ------------ | -------- | --------- | ------------- |
| 2011 | Championnats d'Europe par équipes                 | Novi Sad     | 3e       | 400 m     | 47 s 34       |
| 2011 | Championnats d'Europe par équipes                 | Novi Sad     | 2e       | 4 x 400 m | 3 min 09 s 27 |
| 2013 | Championnats d'Europe par équipes                 | Kaunas       | 2e       | 200 m     | 21 s 25       |
| 2013 | Championnats d'Europe par équipes                 | Kaunas       | 1re      | 400 m     | 45 s 93       |
| 2013 | Championnats d'Europe par équipes                 | Kaunas       | 3e       | 4 × 400 m | 3 min 10 s 60 |
| 2014 | Championnats d'Europe par équipes                 | Riga         | 2e       | 200 m     | 21 s 11       |
| 2014 | Championnats d'Europe par équipes                 | Riga         | 1re      | 400 m     | 46 s 12       |
| 2014 | Championnats d'Europe par équipes                 | Riga         | 1re      | 4 × 400 m | 3 min 07 s 57 |
| 2015 | Championnats d'Europe par équipes (Seconde Ligue) | Stara Zagora | 1re      | 400 m     | 46 s 32       |
| 2015 | Championnats d'Europe par équipes (Seconde Ligue) | Stara Zagora | 2e       | 4 x 100 m | 40 s 40       |
| 2015 | Championnats d'Europe par équipes (Seconde Ligue) | Stara Zagora | 1re      | 4 x 400 m | 3 min 08 s 01 |